# 大音智海
大音 智海（おおと ともみ、1990年8月3日 - ）は、日本の俳優、歌手。ミュージカルを中心に活動。身長175cm。千葉県出身。オフィスクロキ所属。

## 略歴
- 早稲田大学卒業後、舞台・ミュージカルを中心に、ジャンルを問わない役柄、その高い歌唱力で評価を得ている。
- 2019年12月、YouTubeチャンネル「大音智海チャンネル」を開設。ミュージカル俳優とコラボしたデュエットなど、様々な楽曲を披露している。

## 人物
- 特技は、クラシックバレエ、ヒップホップ、歌唱、狂言、ヴァイオリン、殺陣。
- 趣味は、作詞作曲、硬式テニス。

## 出演

### 舞台・コンサート
2011年
- 舞台 蒼穹のファフナー - 春日井甲洋 役

2012年
- ロミオとシラノとジュリエット 仲代奈緒プロデュース - シラノの闇 役
- MACT QUEST 松永一哉プロデュース - ネロ 役
- 劇団新生ふるきゃら 瓶ヶ森の河童 - 名無し 役 （滋賀・岐阜・岡山）
- 音楽劇 蒼穹のファフナー - 春日井甲洋 役 （銀座博品館劇場）

2013年
- 劇団InnocentSphere ディス・ワンダーランド - ホシくん 役
- 劇団PEACE RE:RISE - 沖田総司 役（笹塚ファクトリー）
- Midnight Travellar（築地・ブディストホール）

2014年
- ミュージカル 愛の唄を歌おう 演出・宮本亜門（シアターオーブ 他）
- 農業系ミュージカル いただきます。- ホストあさひ 役／山田茂 役
- 10carats Fabulous Revue Boys（築地・ブディストホール）
- ミュージカルキャッチ・ミー・イフ・ユー・キャン（シアタークリエ 他）
- ミュージカル ON THE TOWN（青山劇場 他）
- KAATミュージカル The Musical 横浜JAM TOWN トライアウト公演
- 10carats Fabulous Revue Boys Ⅳ（築地・ブティストホール）

2015年
- ブラッド・ブラザーズ ジャニーズWest 主役 ミッキーアンダー
- CLOUD９プロデュース企画 TOKYO:PUNCH-LINER - 黒い漣 役（渋谷 THE GAME）
- ミュージカル ダブル - 巡査 役（THEATRE1010）
- ニューヨーク青春物語 - アラン 役 主演（カメリアホール）
- BROADWAY MUSICAL LIVE 2015（新国立劇場 中劇場）
- ミュージカル リボンの騎士（赤坂ACTシアター 他）

2016年
- A New Musical JAM TOWN（KAAT神奈川芸術劇場）
- 青い鳥 - 犬のチロー役（築地・ブディストホール）
- ヴェローナ物語 - ティボルト役（川崎市アートセンター）
- ミュージカル ジャージー・ボーイズ （シアタークリエ）
- ミュージカル プリシラ （日生劇場）

2017年
- 舞台 あさひなぐ - 森 拓馬 役 （EXシアター六本木 他）
- ブロードウェイミュージカル ピーター・パン - 海賊 役 （東京国際フォーラム 他）
- ミュージカル Endless SHOCK（梅田芸術劇場 他）
- 池袋ウエストゲートパーク SONG & DANCE - 磯貝 役 （東京・兵庫）（〜2018年）

2018年
- 地球ゴージャス公演vol.15 ZEROTOPIA（赤坂ACTシアター 他）
- ミュージカル ジャージー･ボーイズ（シアタークリエ 他）
- ブロードウェイミュージカル High Fidelity（すみだパークスタジオ倉）

2019年
- ミュージカル プリシラ（日生劇場）
- Ｍ・Ａ・Ｐ ~Musical Actor’s Party!~ vol.3（吉祥寺スターパインズカフェ）
- 氷艶hyoen2019 -月光かりの如く-（横浜アリーナ）
- FACTORY GIRLS 〜私が描く物語〜 （赤坂ACTシアター 他）
- イノサン musicale（ヒューリックホール東京）

2020年
- 地球ゴージャス二十五周年祝祭公演 星の大地に降る涙 THE MUSICAL（舞浜アンフィシアター 他）
- ミュージカル ジャージー・ボーイズ イン コンサート（帝国劇場）
- 舞台 あなたを待ちながら スイート編 - 春川俊也 役（築地ブディストホール）
- 舞台 冥途喫茶 - 簾 役　※主役（シアターグリーン）
- 舞台 スポットライト（BACK STAGE STORY）（築地ブディストホール）

2021年
- ミュージカルアリージャンス〜忠誠〜 - トム 役（東京国際フォーラム 他）
- ジーザス・クライスト=スーパースターinコンサート（シアターオーブ 他）
- 中川晃教 20th ANNIVERSARY CONCERT（シアタークリエ）
- ミュージカル マイ・フェア・レディ（帝国劇場 他）

2022年
- 2021年度くにおんミュージカル「いのちの森」（国立音楽大学講堂大ホール）
- スワンキング（東京国際フォーラム他）
- ミュージカル ジャージー・ボーイズ （日生劇場 他）

2023年
- 海宝直人コンサート ATTENTION PLEASE!（シアタークリエ）
- ムーラン・ルージュ！ザ・ミュージカル（帝国劇場）ベイビードール 役[1]
- ミュージカル ジル・ド・レ 〜吾輩は娼館の蚤である〜（ラゾーナ川崎プラザソル）[2]

2024年
- ムーラン・ルージュ！ザ・ミュージカル（帝国劇場 他）ベイビードール[3]
- 雨が止まない世界なら in 2024（大手町三井ホール）[4]

2025年
- ブロードウェイミュージカル キンキーブーツ - エンジェルス 役（東急シアターオーブ 他）[5]
- ミュージカル ジャージー・ボーイズ - フランキー・ヴァリ / ハンク 役（シアタークリエ） [6]
- ミュージカル ALTAR BOYZ 2025 - MARK 役[7]

### LIVE
2010年
- ミュージカルショー La Musicale (銀座パセラBENOA)（〜2011年）

2011年
- 昭和歌謡レビューショー 銀座歌劇団 (銀座パセラBENOA)（〜2012年）

2013年
- Three Wise Monkeys (目黒Blues Alley Japan)
- Twin Michael (J-POP CAFE 渋谷) 他

2015年
- kaleido Scope (江古田 Buddy)